# Kasteel van Freÿr
Het kasteel van Freÿr is gelegen in het gelijknamige dorp Freÿr in de gemeente Hastière in de Belgische provincie Namen. Vanwege de Franse tuinen noemt men het ook wel een klein Versailles. Het is een oorspronkelijk renaissancekasteel, uitgebreid in de 18e eeuw, dat vroeger de residentie was van hertogen en hun koninklijke gasten. Het heeft tuinen met onder andere sinaasappelbomen. De meer dan driehonderd jaar oude oranjerie is de oudste van de Lage Landen.

## Geschiedenis
In de middeleeuwen was Freÿr een slot, dat in 1378 als leengoed aan Jean de Rochefort Orjol werd gegeven door de graaf van Namen. Zijn kleindochter Marie huwde met Jacques de Beaufort in 1410. Hun afstammelingen behielden het landgoed tot op vandaag.
Het slot werd in 1554 door de Fransen vernietigd in de oorlogen tegen keizer Karel V. Het oudste gedeelte van het huidig kasteel, de oostelijke vleugel, werd in 1571 gebouwd als een van de eerste voorbeelden van de Maaslandse Renaissance.
Gedurende de 17e eeuw werd het woongedeelte vergroot door toevoeging van drie vleugels, zodat een vierkant met de eerste vleugel ontstond.
In het kasteel van Freÿr werd in 1675 het verdrag van Freÿr getekend tussen Frankrijk en Spanje. Op dat ogenblik verbleef Lodewijk XIV er als gast van Jeanne d'Harscamp, douairière hertogin van Beaufort-Spontin. Het was een commercieel verdrag tussen partijen die voor de rest oorlog bleven voeren. Volgens de overlevering deed een Turkse diplomaat het gezelschap toen koffie ontdekken, wat in de streek nog zo ongewoon was dat de overeenkomst bekend kwam te staan als het Koffieverdrag. In 1772 werden in het kasteel onderhandelingen gevoerd die leidden tot een grensverdrag tussen Frankrijk en het Prinsbisdom Luik.
Rond 1760 werd de zuidgevel neergehaald en vervangen door smeedijzeren hekken waarmee het binnenhof van het kasteel werd afgesloten. In die vorm is het kasteel sindsdien bewaard.
Rond 1970 werd een restauratie uitgevoerd en in februari 1995 trof een overstroming van de Maas het kasteel.

## Interieur

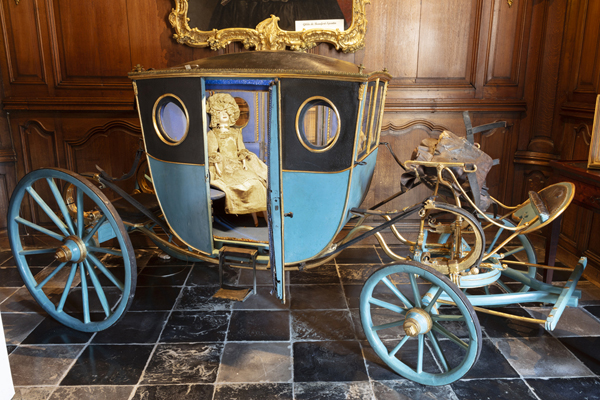
18e-eeuwse koets voor kinderen

De inrichting en versiering van het interieur zijn typisch voor een zomerresidentie van een aristocraat in de 18e eeuw. Veel van wat er thans staat is origineel, zoals de indrukwekkende grote vestibule met haar muurschilderingen van Frans Snyders en plafond met fresco's in Louis XV-stijl of de kapel met houtsnijwerk in Régence-stijl en het altaar in barok.
In de vertrekken staat het meubilair uit de tijd van de hertogen van Beaufort-Spontin, evenals de historische nalatenschap van koninklijke gasten (koning Lodewijk XIV, aartshertogin Marie-Christine, koning Stanislas I) en de sporen van twintig generaties gezinsleven, waaronder een 18e-eeuwse koets voor kinderen die een eerste prijs won op de Wereldtentoonstelling van 1889 in Parijs.
De Collectie Braun-van den Corput wordt hier tentoongesteld.

## Tuinen
De tuinen zijn op ommuurde terrassen gelegen aan de linker oever van de Maas. Ze zijn in 1760 in de stijl van André Le Nôtre ontworpen door kanunnik Guillaume de Beaufort-Spontin en in 1770 vergroot door diens broer Philippe. Er is uitzicht op de wouden in het noorden en op de Maas in het oosten, de rust en sereniteit contrasteert met de naakte rotswanden op de verre oever.
Vijvers en fonteinen stromen op het lagere niveau waar oranjeboompjes hun geur verspreiden. De meeste zijn meer dan 350 jaar oud. Deze bomen zijn in Freÿr toegekomen gedurende de eerste helft van de 18e eeuw. Zij kwamen uit Lunéville, de residentie van de hertog van Lotharingen. Het zijn de oudste bomen in hun soort in Europa. De houten bakken waarin ze groeien worden nog steeds volgens het origineel ontwerp gemaakt.
Het hogere niveau is bedekt met haagdoolhoven (6 km) die een voor een hun geheimen onthullen: een patrooncombinatie geïnspireerd op speelkaartfiguren, een thema dat terugkeert in terracotta beelden van Cyfflé.
Boven de tuinen uit domineert het rococo paviljoen met uitzicht op de Maas. Het heeft een stucco decoratie gebaseerd op het vruchtbaarheidsthema met cornucopia en Tritons. Het paviljoen wordt van de tuinen gescheiden door de in 1860 aangelegde spoorlijn 156.
De rechteroever van de Maas wordt gedomineerd door de 340 miljoen jaar oude rotsen van meer dan 100 m hoog van waaraf men vrij uitzicht op het domein heeft.

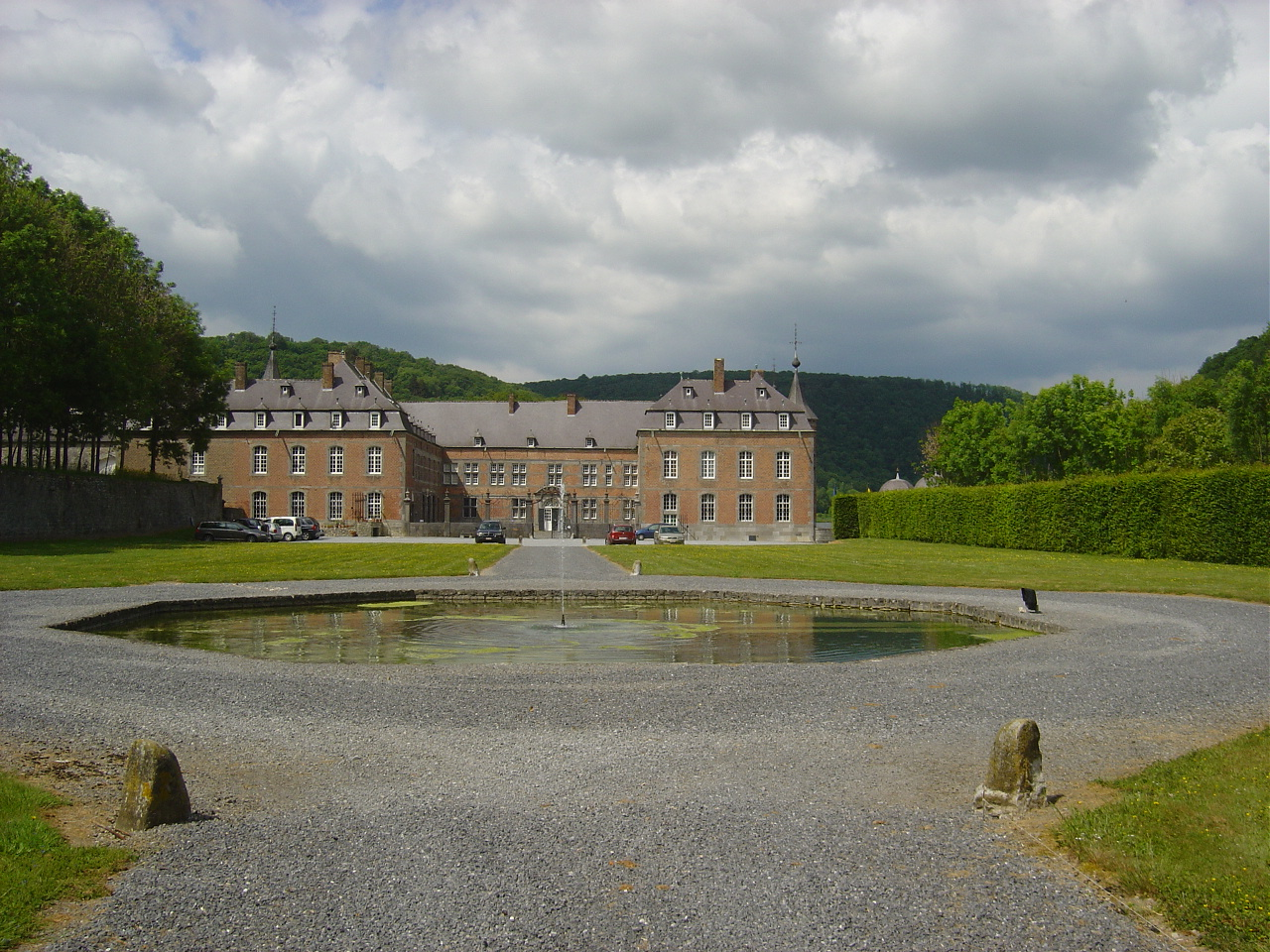
Façade van het kasteel
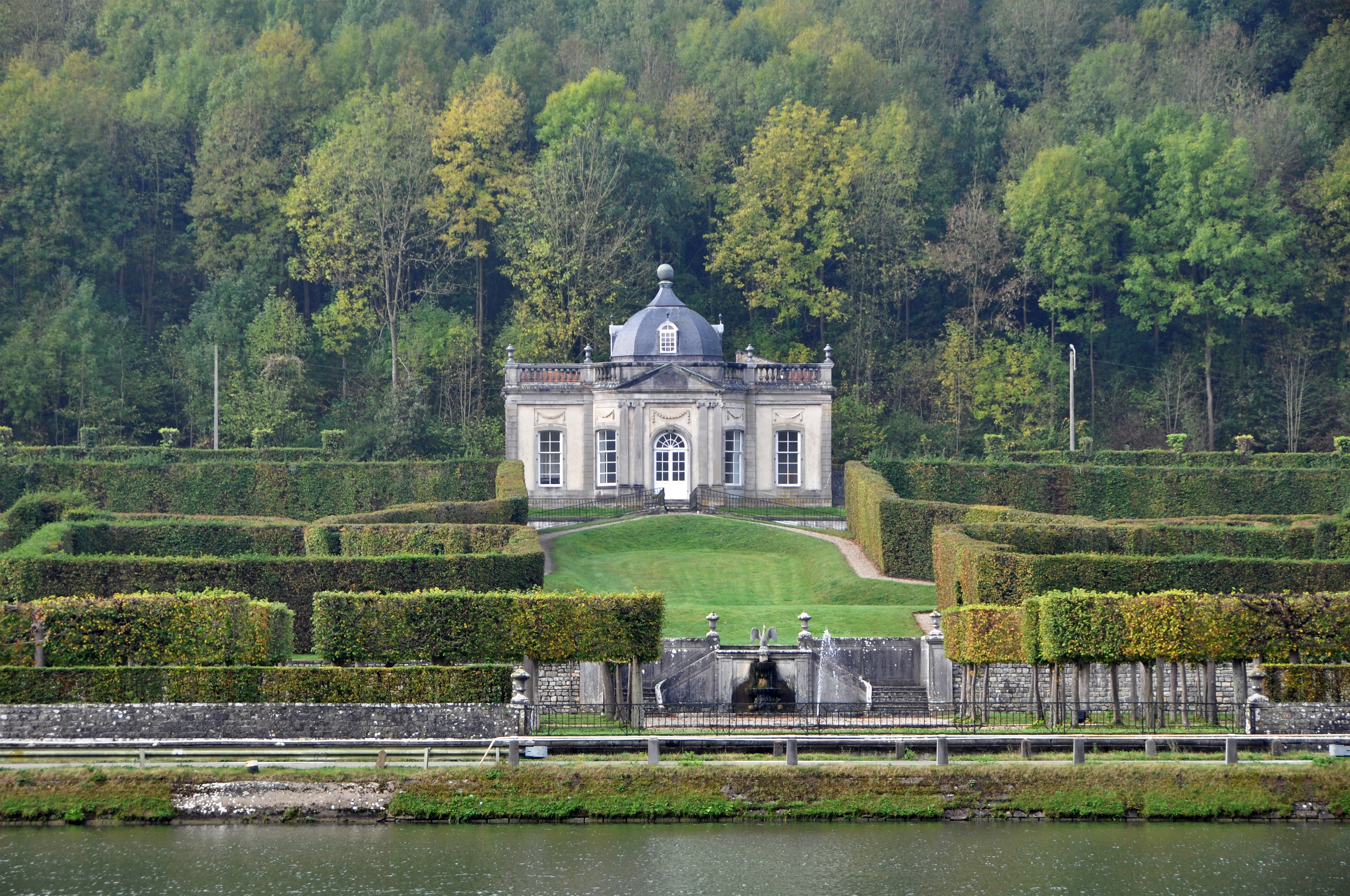
De tuinen, gezien van de overzijde van de Maas
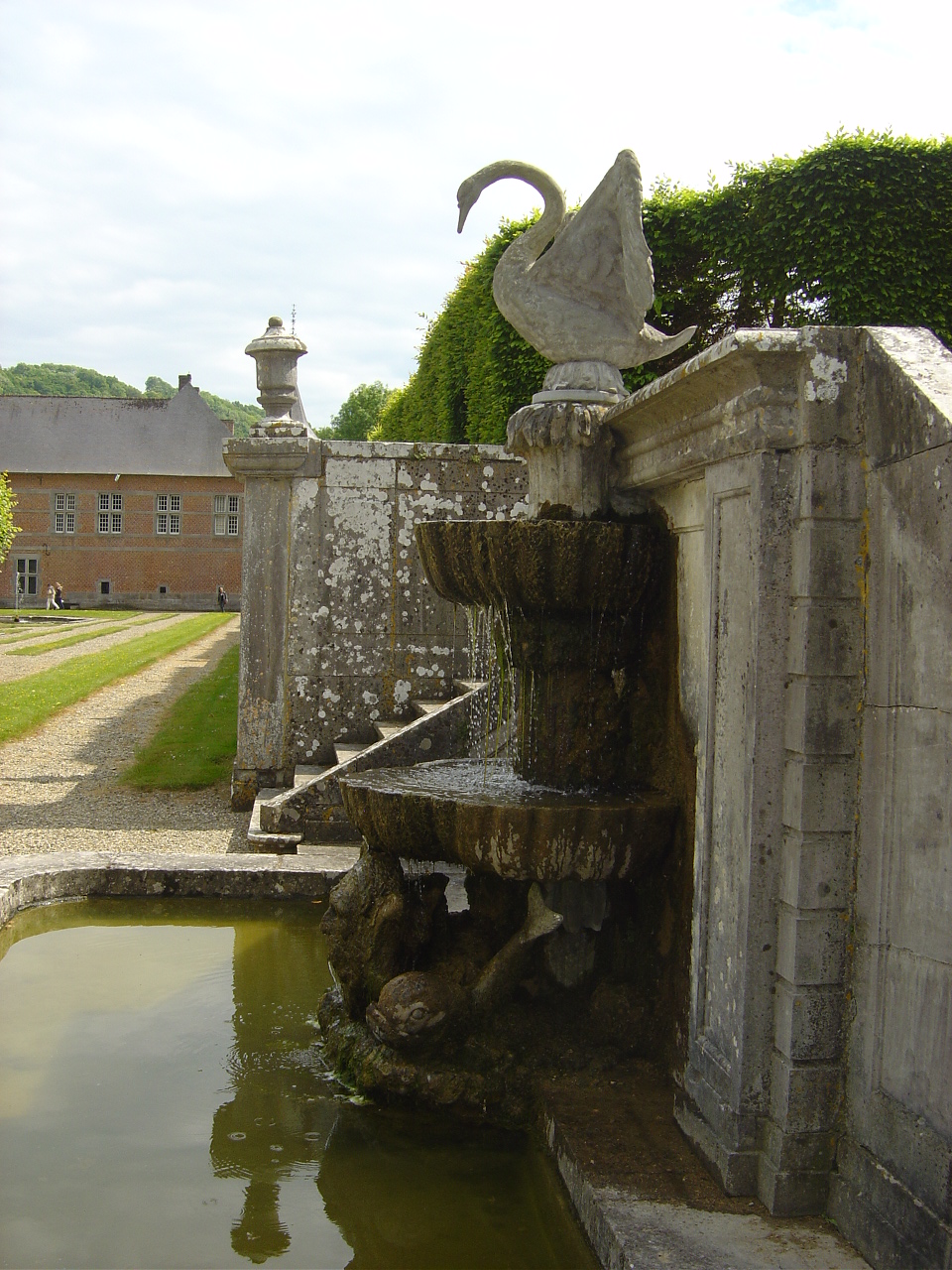
Fontein in de tuin
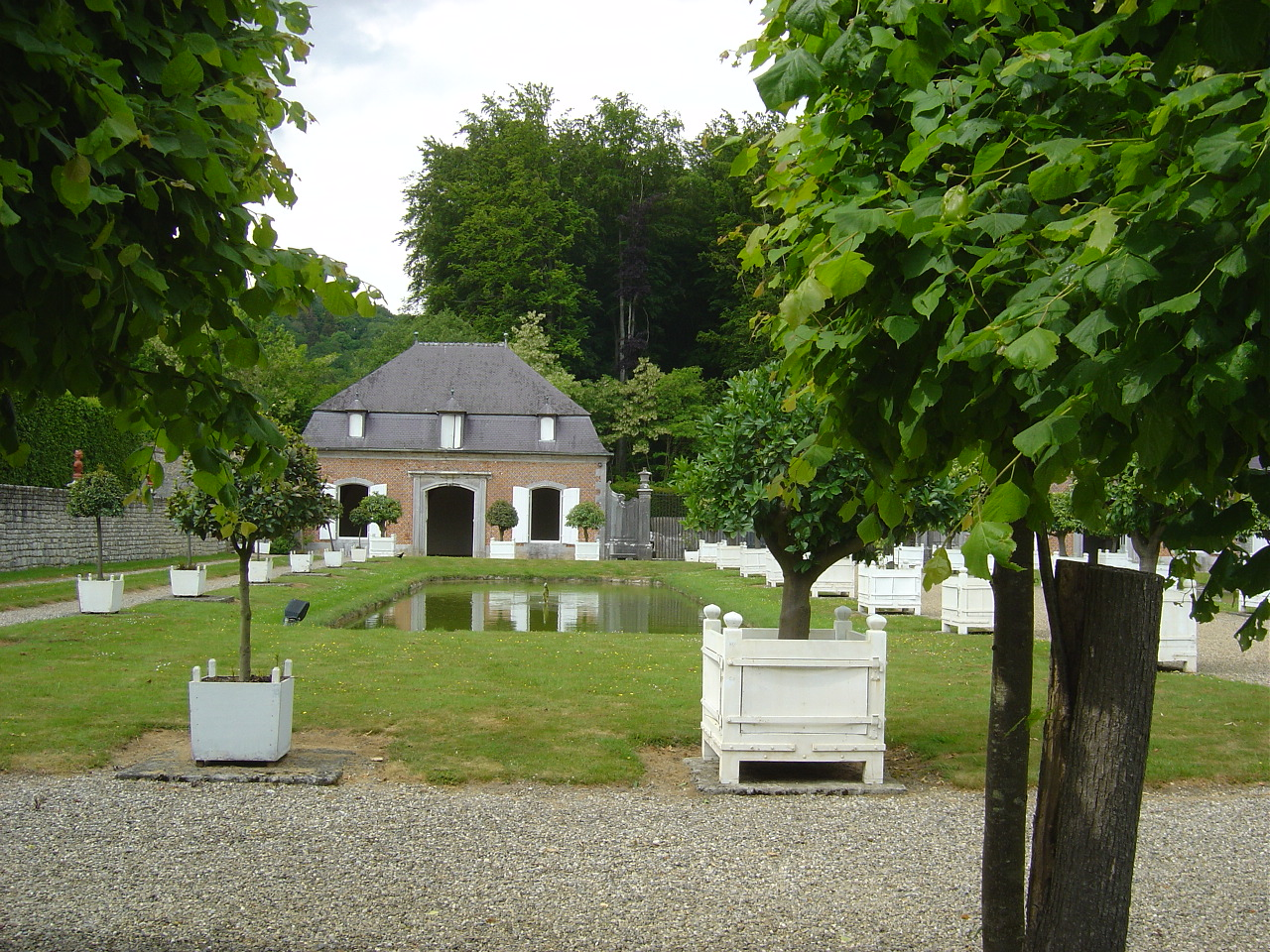
Zuidelijke orangerie
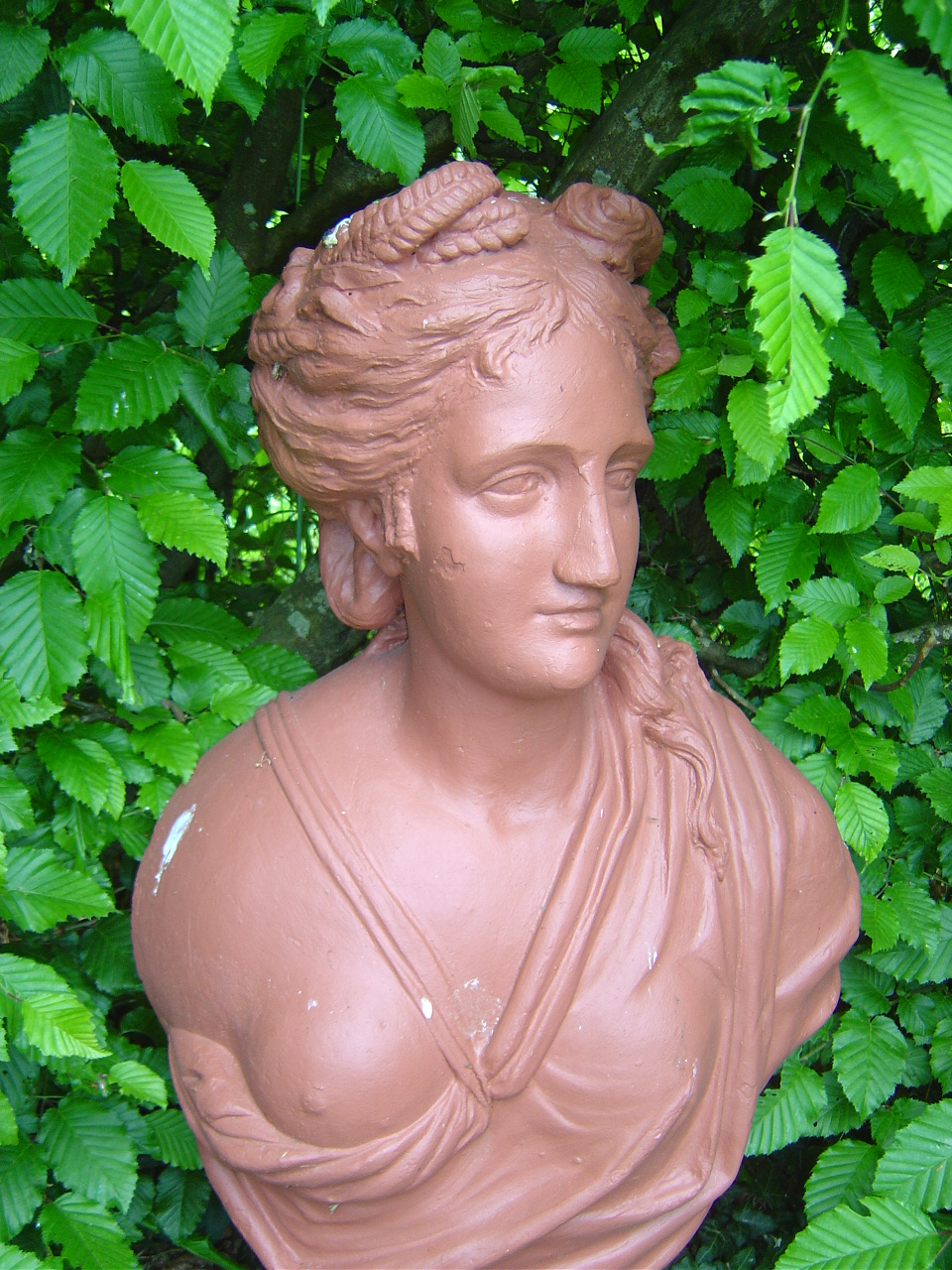
Deze terracotta vruchtbaarheidsgodin herinnert aan Freya, tweelingzuster van Freyr